# Norquay
Norquay es un pueblo canadiense situado en la provincia de Saskatchewan.

## Superficie
Norquay tiene una superficie de 1,62 km².

## Demografía
En 2021, tenía 420 habitantes, una densidad poblacional de 258,6 hab./km², y 227 viviendas.